# راهب (فیلم ۱۹۶۹)
«راهب» (انگلیسی: The Monk (1969 film)) یک فیلم است.